# Adolf Beythien

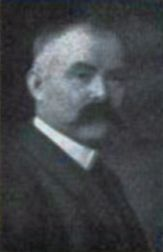
Adolf Beythien

Adolf Carl Heinrich Beythien (* 29. Januar 1867 in Quakenbrück; † 6. Juni 1949 in Dresden) war ein deutscher Lebensmittelchemiker und Hochschullehrer.

## Leben
Beythien studierte von 1885 bis 1889 an der Universität Göttingen. 1885 wurde er dort Mitglied des Göttinger Wingolf, trat aber ein Jahr später wieder aus.
Nach Tätigkeiten in verschiedenen Fabriken war er zunächst Mitarbeiter des Chemischen Untersuchungsamtes der Stadt Breslau. Ab 1899 war er über 30 Jahre Direktor des „Städtischen Chemischen Untersuchungsamtes“ in Dresden. Mindestens von 1908 bis 1910 war Beythien Mitglied des Verwaltungsrats des Dresdner Gewerbevereins. 1910 wurde er zum Professor an der damaligen TH Dresden ernannt. Da er auch über ein „klares juristisches Denken“ verfügte, wirkte er auch im Reichsgesundheitsrat maßgeblich an der Weiterentwicklung des Lebensmittelrechts weg.
Beythien war Autor und Herausgeber zahlreicher Bücher und Schriften zur Lebensmitteluntersuchung und Lebensmittelkunde.
Sein Sohn war der Komponist Kurt Beythien (1897–1974).

## Auszeichnungen
- 1928 Ehrensenator der Technischen Hochschule Dresden
- 1934 Joseph-König-Gedenkmünze
- 1938 Goldmedaille in Brüssel

## Veröffentlichungen (Auswahl)
- Die Nahrungsmittelfälschungen und ihre Erkennung (1914)
- Volksernährung und Ersatzmittel (1922)
- Laboratoriumsbuch für den Lebensmittelchemiker (1931, diverse Auflagen bis 1979)
- (als Herausgeber mit C. Hartwich und M. Klimmer): Handbuch der Nahrungsmitteluntersuchung (4 Bände) 1914
- (als Herausgeber mit Ernst Dressler): Merck’s Warenlexikon
- Die Entwickelung der modernen Nahrungsmittelchemie. In: Zeitschrift für Untersuchung der Nahrungs- und Genußmittel. Band 50, Juli/August 1925, Seite 14–21.